# Shawky Gharib
Shawky Gharib Bayoumi (ar. شوقي غريب بيومي; ur. 26 lutego 1959 w Al-Mahalla al-Kubra) – egipski piłkarz grający na pozycji lewego pomocnika. W swojej karierze rozegrał 75 meczów i strzelił 3 gole w reprezentacji Egiptu.

## Kariera klubowa
Całą swoją karierę Gharib spędził w klubie Ghazl El-Mehalla. W 1979 roku zadebiutował w nim w pierwszej lidze egipskiej i grał w nim do 1988 roku.

## Kariera reprezentacyjna
W reprezentacji Egiptu Gharib zadebiutował 1 czerwca 1979 roku w przegranym 1:3 meczu kwalifikacji do Pucharu Narodów Afryki 1980 z Kenią, rozegranym w Nairobi. W 1980 roku powołano go do Kadry na Puchar Narodów Afryki 1980. Z Egiptem zajął w nim 4. miejsce, a na tym turnieju zagrał w pięciu meczach: grupowych z Wybrzeżem Kości Słoniowej (2:1), z Tanzanią (2:1) i z Nigerią (0:1), półfinałowym z Algierią (2:2, k. 2:4) i o 3. miejsce z Marokiem (0:2).
W 1984 roku Gharib został powołany do kadry na Puchar Narodów Afryki 1984. Wystąpił w nim w pięciu meczach: grupowych z Kamerunem (1:0), z Wybrzeżem Kości Słoniowej (2:1) i z Togo (0:0), półfinałowym z Nigerią (2:2, k. 7:8) i o 3. miejsce z Algierią (1:3). Z Egiptem ponownie zajął 4. miejsce. W tym samym roku wziął również udział w Igrzyskach Olimpijskich w Los Angeles.
W 1986 roku Ghariba powołano na Puchar Narodów Afryki 1986. Zagrał w nim w dwóch meczach: grupowych z Wybrzeżem Kości Słoniowej (2:0), w którym strzelił gola i z Mozambikiem (2:0). Z Egiptem wywalczył mistrzostwo Afryki.
W 1988 roku Gharib był w kadrze Egiptu na Puchar Narodów Afryki 1988. Na tym turnieju zagrał w trzech meczach grupowych: z Kamerunem (0:1), z Kenią (3:0) i z Nigerią (0:0). W kadrze narodowej od 1979 do 1988 roku zagrał 75 razy i strzelił 3 gole.

## Kariera trenerska
Po zakończeniu kariery piłkarskiej Gharib został trenerem. W 2001 roku prowadził reprezentację Egiptu U-20 i zajął z nim 3. miejsce w Młodzieżowych MŚ U-20. Następnie prowadził kluby Smouha SC (2011-2013) i Ismaily SC (2013). W latach 2013–2014 był selekcjonerem reprezentacji Egiptu. W latach 2015–2017 prowadził El-Entag El-Harby SC, a w latach 2018-2022 kadrę U-23, w tym także na Igrzyskach Olimpijskich w Tokio. W 2022 roku został trenerem klubu El Mokawloon SC.